# Studio Opracowań Filmów w Łodzi
Studio Opracowań Filmów w Łodzi – nieistniejące polskie studio filmowo-telewizyjne w Łodzi. Studio działało przy ulicy Traugutta w Łodzi, później przy ulicy Łąkowej 29.

## Historia
Początki Studia Opracowań Filmów w Łodzi sięgają 1949 roku. Wtedy to, w Wytwórni Filmów Fabularnych w Łodzi powstał Wydział Dubbingu. Formalnie Studio Opracowań Filmów w Łodzi powstało w 1955 roku. Założycielem studia był Seweryn Nowicki. Było to pierwsze studio dubbingowe powstałe w Polsce po II wojnie światowej. Zajmowało się również udźwiękowieniem polskich filmów.
Studio zbudowano przy ul. Traugutta 8. Przejście z sali projekcyjnej do kabiny kinomechanika prowadziło przez podwórko. Studio zostało wyposażone w sprzęt wyprodukowany w ZSRR. Przez pierwszy rok działalności, kadrę studia szkolili radzieccy filmowcy. Byli to: reżyser Aleksiej Złotnicki, operator dźwięku Włodzimierz Dmitriew oraz montażystka Katarzyna Karpowa. Ówcześnie dubbingowane filmy były również radzieckiej produkcji. Pierwszym z nich był Harry Smith odkrywa Amerykę Michaiła Romma, gdzie reżyserką polskiej wersji była Maria Kaniewska.
Od lat 60. XX wieku Studio Opracowań Filmów w Łodzi posiadało również niewielką salkę kinową w kamienicy przy ul. H. Sienkiewicza 33, służącą do wstępnych projekcji filmów w wersjach oryginalnych i seansów kolaudacyjnych.
Do pracy przy dubbingowaniu zatrudniani byli w większości łódzcy aktorzy, ale przez Studio przewinęła się też znacząca liczba aktorów warszawskich o czym niejednokrotnie wspominają w swoich opublikowanych wspomnieniach lub wywiadach.
Po zmianie ustroju politycznego w Polsce (1989), Studio zostało formalnie przeniesione do Warszawy (przekształcone w Studio Opracowań Dialogowych w Warszawie). U podstawy tamtych działań w znacznym stopniu legły przyczyny ekonomiczne, ponieważ praca w nim wiązała się z dodatkowymi, nieraz znaczącymi, honorariami dla zatrudnianych na umowę-zlecenie aktorów. Dla aktorów warszawskich praca w Studio wiązała się z koniecznością uciążliwych dojazdów do Łodzi. Przeniesienie Studia do Warszawy było początkiem końca „Łodzi filmowej”. Potem kolejno padły Łódzkie Zakłady Kopii Filmowych oraz Wytwórnia Filmów Fabularnych.
Studio Opracowań Filmów w Łodzi zostało zlikwidowane 30 listopada 1997 r. W 1998 roku, Łódzkie Centrum Filmowe sprzedało usługi związane z udźwiękowieniem firmie Toya.

## Reżyserzy
- Maria Kaniewska
- Seweryn Nowicki (pierwszy kierownik Studia)
- Maria Olejniczak
- Maria Piotrowska
- Mirosław Bartoszek
- Romuald Drobaczyński
- Henryka Biedrzycka
- Tomasz Listkiewicz
- Grzegorz Sielski
- Czesław Staszewski
- Ryszard Sobolewski
- Maria Horodecka (ostatni kierownik Studia)
- Maria Hencz